# EL34

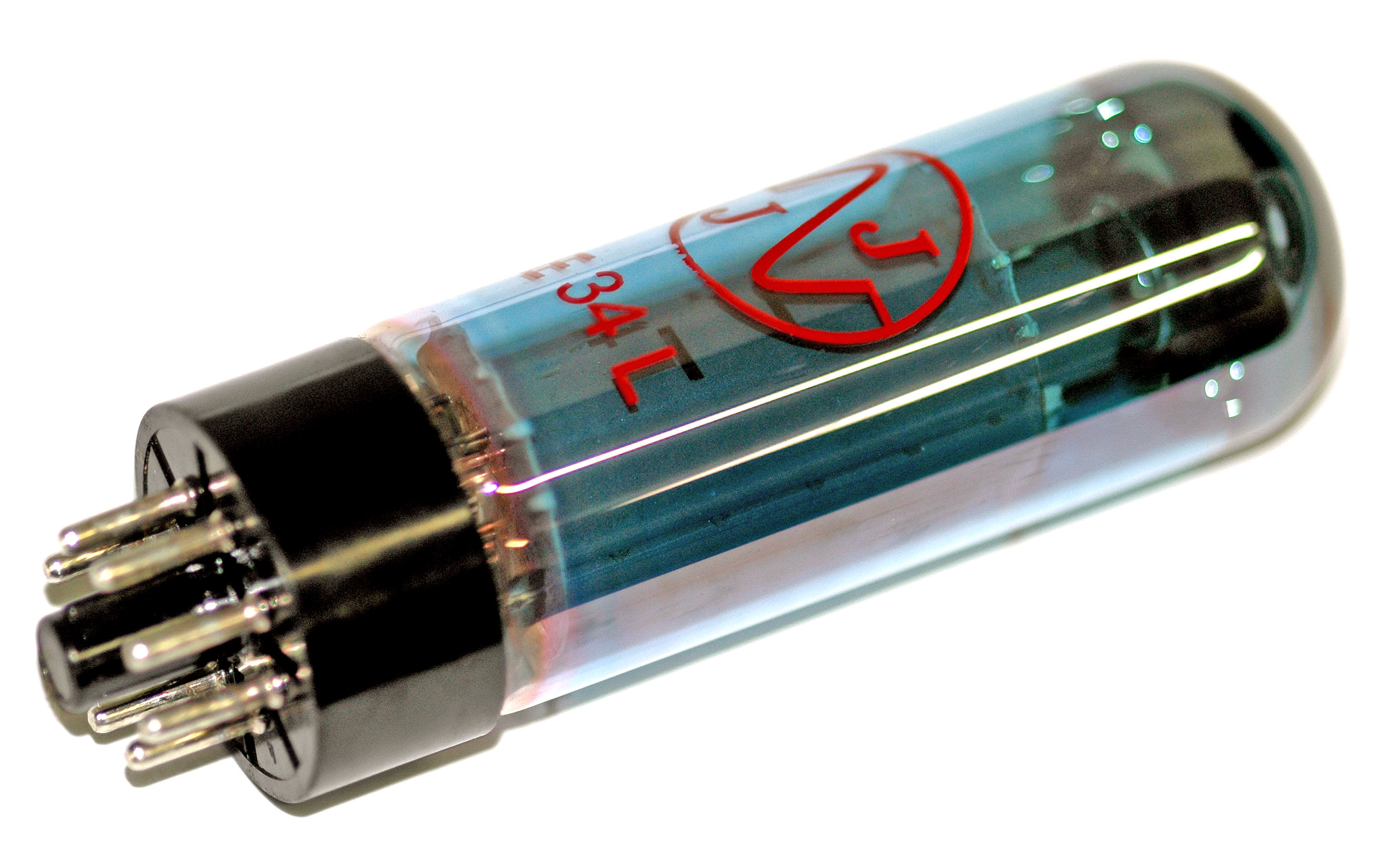
目前JJ公司生产的E34L，用蓝色玻璃封装

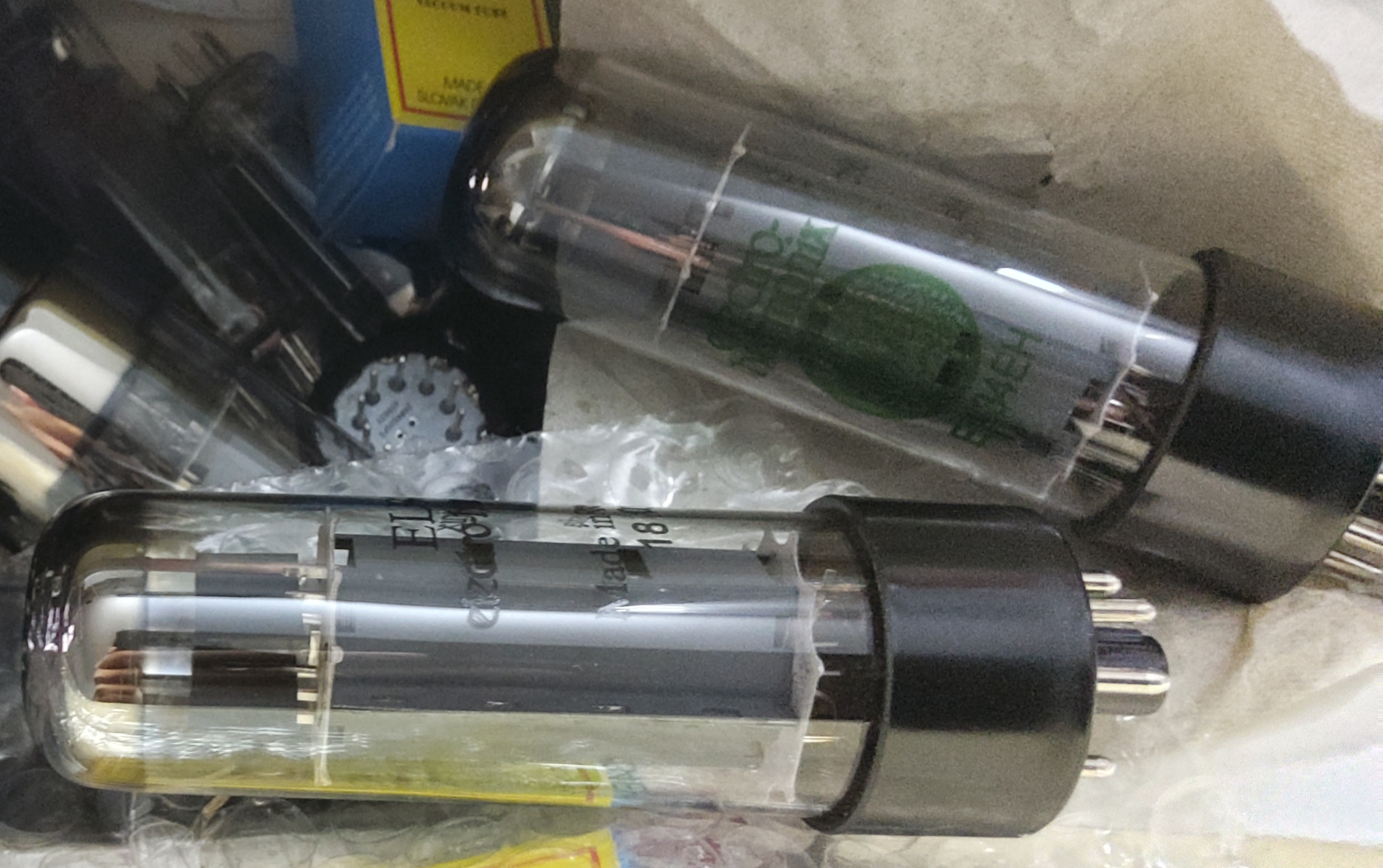
一对EL34EH

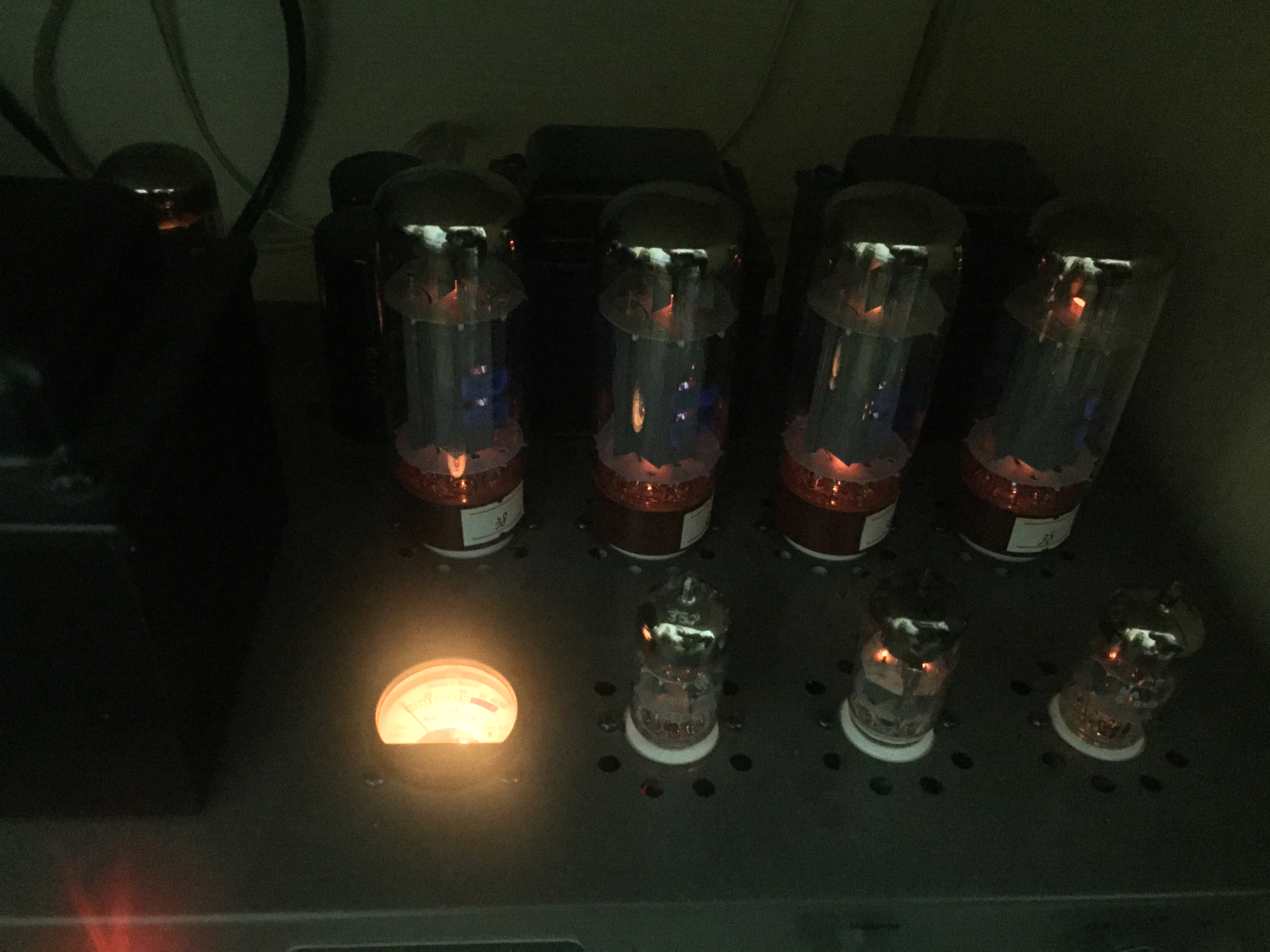
运行EL34的胆机

EL34电子管是一个五极管。它有一个大八脚的管座（EL34型号中的“3”表示大八脚，“E”代表6.3V的灯丝供电），主要用于音频放大电路的功率级。由于其有比较高的阴极-灯丝耐压以及其他一些的参数，它还被用作电源调整管。美国RETMA电子管设计规范中这种管的型号为6CA7。 苏联仿制品的型号是6P27S（西里尔字母：6П27С）。

## 规格
与所有使用Mullard–飞利浦管指定的型号以“E”开头的电子管相同，EL34的灯丝电压为6.3V。根据真空管参考手册、一对工作在AB1类推挽状态下的EL34，在800V的屏压下可以输出90W的功率。 然而，如此高屏压的电路非常罕见。一个使用如此高屏压的例子是“澳大利亚之声”的公共广播功放，在1950年代广泛使用于澳大利亚的政府学校，使用了四只EL34，输出约200W的功率。更常见电路的是两只EL34运行在AB1类推挽状态，屏压在375-450V之间，输出功率大概在50W（固定偏压下）。而由四只EL34组成的AB1类推挽电路，EL34的屏压在375-450V时能输出100W的功率，这种电路通常在 吉他放大器 中使用。
EL34是一个五极管，输出功率和6L6GC大致相当，而6L6GC是一个束射四极管。束射四极管与五极管的不同主要在于五极管采用连接到阴极的抑制栅极吸收屏极二次发射的电子，而束射四极管使用连接到阴极的束射屏完成同样的任务，两者的特性大致相同。与其他功率五极管不同，EL34的抑制栅极连接到1脚上，而不是直接在管内连接到阴极。EL34的灯丝电流为1.5A，比6L6GC的0.9A要大。然而，虽然大部分EL34是五极管，由GE公司生产的大瓶封装的6CA7和西门子的一款EL34却采用了束射四极管的设计，现如今生产的6CA7也是束射四极管。虽然6CA7和EL34有极其相似的特性，但是制作它们的工艺并不相同。

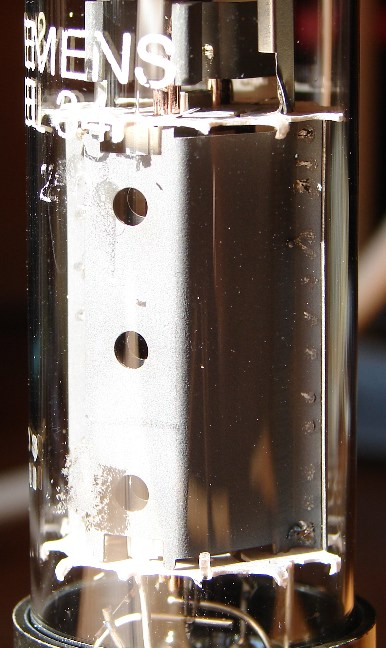
束射管版本的EL34，图中可见束射屏

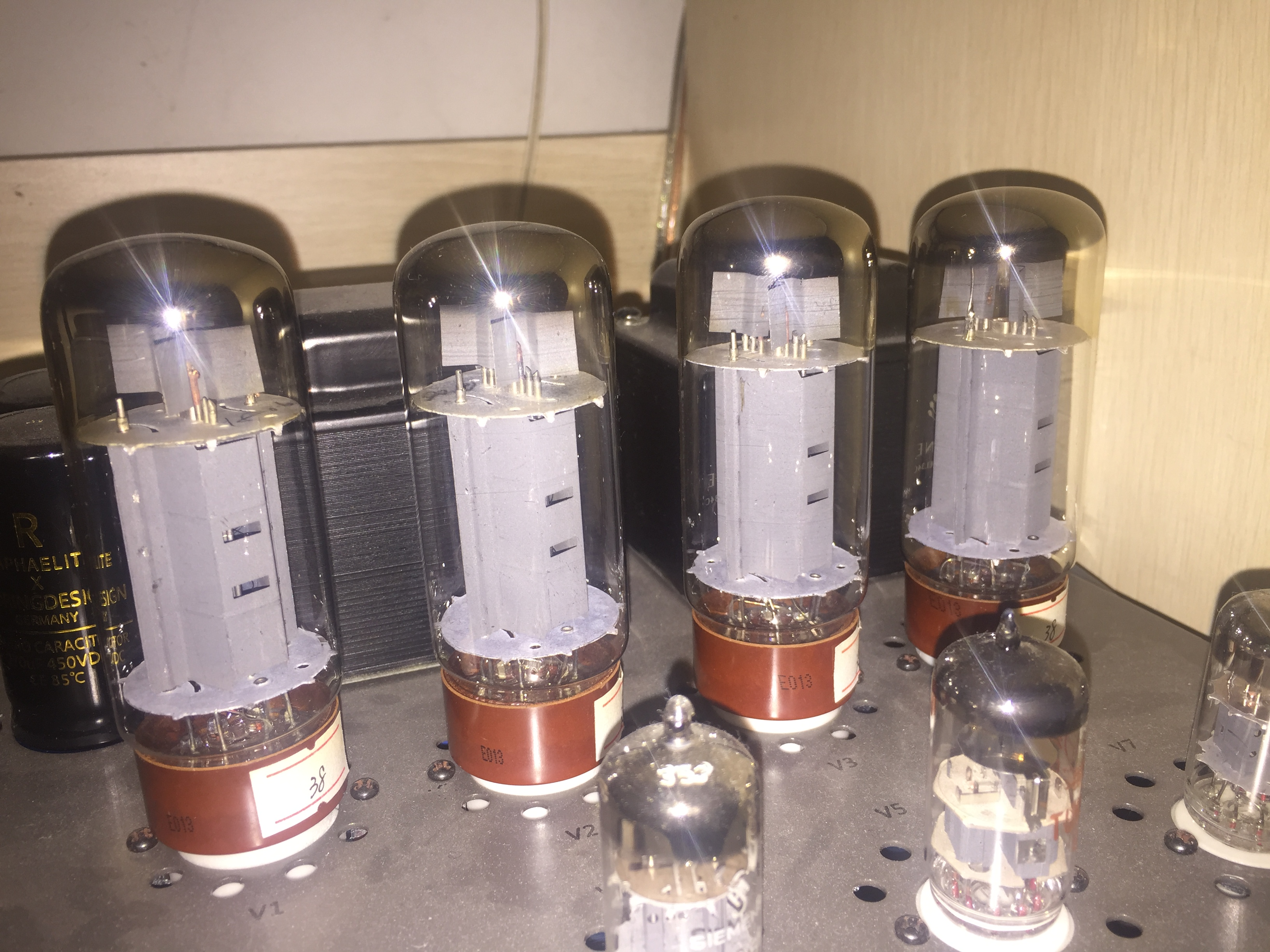
贵族之声生产的EL34C

EL34由Mullard的母公司Philips在1949年推行，现今这个公司已经不生产EL34。即使如此，EL34仍然由JJ电子、曙光电子、贵族之声、Svetlana和Reflector制造。一些公司生产的E34L需要更深的栅负压来偏置。

## 应用
EL34在上世纪60-70年代广泛用于较高功率的功率放大器，例如有名的Dynaco Stereo 70、Leak TL25(mono)和Stereo 60。同时EL34也广泛用于吉他放大器，因为它可以更方便地在比其他大八脚功率管更低的功率下产生过载失真（这在吉他放大器中被认为是更好的）。EL34在很多英国的吉他放大器中使用，它是英国声的代表，而相比之下，6L6则被当作美国声的代表。

## 直接替代管
- 6CA7

## 相似的电子管
- KT77[8]
- 6P27S（6П27С）
- 5881